# Majeed Waris
Abdul Majeed Waris (Tamale, 19 settembre 1991) è un calciatore ghanese, attaccante svincolato.

## Palmarès

### Club

#### Competizioni nazionali
- Campionato portoghese: 1

Porto: 2017-2018

### Individuale
- Capocannoniere dell'Allsvenskan: 1

2012 (23 gol)
- Capocannoniere della Coupe de la Ligue: 1

2018-2019 (2 gol, alla pari con altri 15 giocatori)